# Dina Joffe
Dina Joffe   (Riga, 18 de desembre de 1952) és pianista, pedagoga i guanyadora de molts concursos musicals.

## Biografia
Dina Yoffe va néixer a Riga, República Socialista Soviètica Letònia (URSS). Va obtenir el seu primer premi musical Concertino Prague el 1967, quan només tenia 15 anys. Va ser guardonada amb els IX premis Fryderyk Chopin i VI concursos Robert Schumann abans de graduar-se al Conservatori de Moscou el 1976. Segueix activa internacionalment com a pedagoga i pianista de concerts.
Originària de Riga (Letònia), Yoffe va començar la seva formació musical a l'Escola Especial de Música d'Emil Darzin a la seva ciutat natal i va continuar a l'Escola Central de Música de Moscou com l'alumna de Letònia amb més talent. Es va graduar al Conservatori de Música Txaikovski de Moscou sota la tutela de la professora Vera Gornostàieva, una de les defensores més importants de la llegendària escola d'Heinrich Neuhaus.
Entre els moments àlgids de la seva carrera internacional hi ha concerts amb orquestres destacades, com ara la Filharmònica d’Israel amb Zubin Mehta, NHK amb Neville Marriner, la Filharmònica de Moscou amb Valeri Guérguiev i Dmitri Kitayenko, l'Orquestra Metropolitana de Tòquio amb James De Priest, l'Orquestra "Kremerata Baltica" sota Gidon Kremer, Solistes de Moscou amb Iuri Baixmet, Orquestra Sinfonia Varsovia amb Jerzy Kaspszyk.
També ha ofert recitals en esdeveniments, com ara el festival "Chopin and his Europe" a Varsòvia, el festival Chopin de Duszniki, el festival de música de Bayreuth, Alemanya, el festival de música d'Elba (Itàlia) i el "Summit Music Festival" (EUA), així com concerts al "Barbican Center" de Londres, "Suntory Hall" a Tòquio, "Serate Musicale" Sala Verdi de Milà, "Musikverein und Konzerthaus" de Viena i el Gran Saló del Conservatori de Moscou, la Salle Pleyel de París. El 2013 també ha ofert un concert amb l'Orquestra del Segle XVIII, dirigida per Frans Brüggen, al Palau Reial de l'Haia per a la Reina Beatriu.
Juntament amb l'àmplia carrera en solitari i orquestral, Joffe també participa activament en festivals de música de cambra, on ha tocat amb molts músics de renom internacional, com G. Kremer, Y. Bashmet, V. Tretiakov, V. Repin, M. Vaiman i M. Brunello. Joffe ha realitzat recitals de piano de totes les obres de F. Chopin a Tòquio, Osaka i Yokohama. La sèrie de concerts va ser filmada i emesa per la Televisió Nacional Japonesa NHK.
Ha impartit nombroses classes magistrals a França, Alemanya, Espanya, a la Royal Academy of Music de Londres i al "Mozarteum Summer Academy" de Salzburg, i és professora convidada a les Master Classes de Yamaha a París, Nova York, Hamburg i Tòquio. 1989-1996 Professora a l'Acadèmia de Música Rubin de la Universitat de Tel-Aviv (Israel). 1995-2000 Professor visitant a l'"Aichi University of Arts", Japó. Membre del jurat de concursos internacionals de piano de Cleveland (EUA), Hamamatsu (Japó), Chopin (Varsòvia), Maria Canals (Barcelona), Liszt Competition (Weimar) entre d'altres.
Joffe té nombrosos enregistraments comercials i de ràdio. Entre els seus treballs discogràfics hi ha els 24 Preludis de Chopin (VD-VDC-1334), La fantasia en fa menor i 19 valsos (CD-VICC-63), Schumann - Opus Symphony Etudes. 13 i Kreisleriana Opus 16 (AGPL-003). CD "Real Chopin" NIFC 012, a Pleyel (París, 1848). CD "Real Chopin" per a dos pianos i quatre mans amb Daniel Vaiman, NIFC 024, CD amb Schumann Sonata en fa aguda menor, op.11, Chopin Four Scherzo's (PAMP-1036/2009), Chopin Sonata en si menor, op. 58, Four Impromptus (PAMP-1040/2010) Enregistraments en DVD amb obres de A. Scriabin, S. Rachmaninof, així com obres de Chopin, Schubert, Schumann, S. Prokofiev, etc. Música de cambra de Schubert (XCP-5026), Franck, Schumann, S. Prokofiev (AGPL-001)